# Herb Imielina
Herb Imielina – jeden z symboli miasta Imielin w postaci herbu.

## Wygląd i symbolika
Herb przedstawia w polu błękitnym tarczy hiszpańskiej, na zielonej murawie, kapliczkę srebrną w cegiełki; ze złotymi wrotami i zakratowanym oknem, nad nim nakryta złotym kopulastym dachem, zwieńczonym złotym krzyżem łacińskim.
Kopuła – interpretowano jako symbol sklepienia niebieskiego.
Okno – z kratą symbolizuje daremność i zrezygnowanie.
Drzwi – zamknięte symbolizują tajemnicę, zakaz.
Krzyż na dachu kaplicy – symbol czterech stron świata, symbol cierpienia Chrystusa, powszechny symbol wiary chrześcijańskiej.

## Historia
Pierwsza znana pieczęć gminna Imielina z 1818 r. uwierzytelnia dokumenty do 1864 r. Godło na pieczęci przedstawia okrągłą kapliczkę przydrożną, nakrytą kopulastym dachem. Pieczęć tą zastąpiono później pieczęciami napisowymi. Jedna z nich pochodzi z lat 1854–1894, druga z lat 1900–1922.
Po odzyskaniu niepodległości na pieczęci Imielina pojawił się orzeł bez korony, określana przez heraldyka Mariana Gumowskiego jako polski. Wizerunek takiego orła widnieje na kolejnych pieczęciach z lat 1925–1928 i 1927–1939.
Gdy w 1967 r. Imielin otrzymał prawa miejskie, herbem nowo powstałego miasta zostało dawne godło gminne z 1918 r. Ponieważ nie zachował się barwny obraz godła, przyjęto wówczas barwy nadane mu w 1939 r. przez Mariana Gumowskiego, zgodnie z regułami heraldycznymi, nawiązując do barw herbu Piastów Śląskich, w błękitnym polu, biała kapliczka, nakryta złotym dachem. Od 1995 r. Imielin jest znowu samodzielnym miastem.
30 stycznia 1996 r. Rada miejska podjęła uchwałę o znakach Imielina. Rysunek herbu jest tożsamy z wizerunkiem pieczęci z 1918 r.
Uchwała imielińskich radnych zmienia nieznacznie kolorystykę zastosowaną przez Mariana Gumowskiego. Na polu błękitnej tarczy hiszpańskiej pojawiła się zielona murawa, a na niej posadowiono kapliczkę srebrną, w cegiełki. Białe wrota zamieniono na złote. Kopuła złota, zwieńczona złotym krzyżem łacińskim.